# 托克洛·兰蒂耶
圖基勞·安東尼·蘭泰（英語：Tokelo Anthony Rantie，1990年9月8日—）是一名南非足球員，場上司職前鋒，現時效力英超球會般尼茅夫。蘭泰亦是南非國家隊成員。

## 榮譽

### 球會
馬模
- 瑞典足球超級聯賽：2013年

奥兰多海盗
- 南非足球超級聯賽：2011/12年
- Telkom淘汰賽：2011/12年

## 外部連結
- Soccerway資料庫：托克洛·兰蒂耶